# Schunut (Berg)

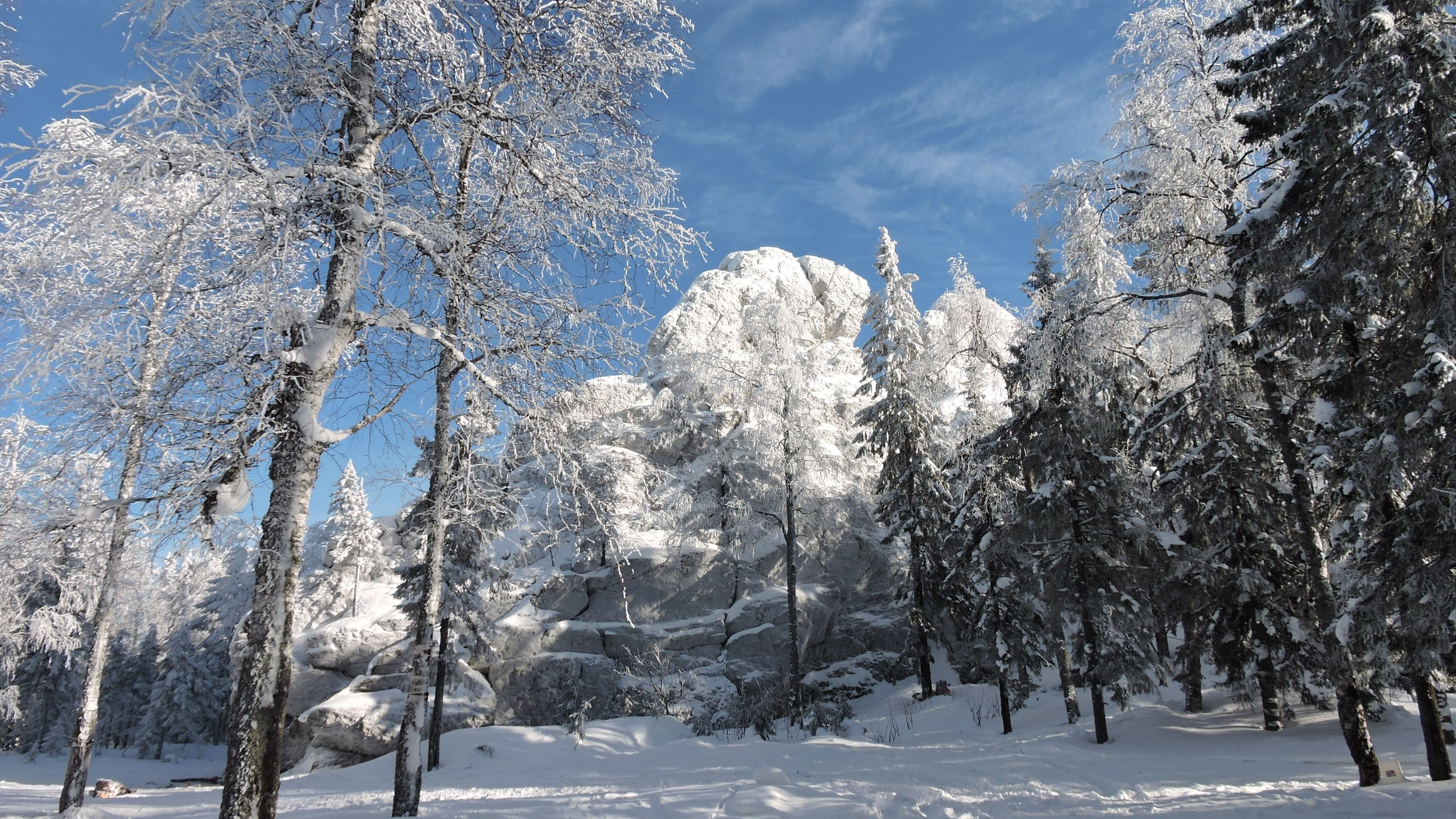
Felsformationen am Gipfel des Schunut im Schnee.

Schunut (russisch Шунут, wiss. Transliteration Šunut, Шунут-Камень, Gora Shunut Гора Шунут) ist ein Berg im Oblast Swerdlowsk in Russland. Es ist einer der Gipfel des Ural und als 15 km langer Berggrat der höchste Punkt des Gebirgszuges Konowalowski Uwal (Коноваловский увал). Er liegt westlich von Jekaterinburg. Der Berg ist ein bekanntes und oft von Touristen besuchtes Naturdenkmal des Urals mit besonderen Felsformationen und mit Nadelbaumtaiga, dem Lebensraum seltener Pflanzen.

## Geographie
Gora Schunut (Гора Шунут) erstreckt sich auf Gebiete der Kommunen Nischnesserginski Rajon (Нижнесергинский район) und Gorodskoi Okrug Rewda (городской округ Ревда). Es ist die höchste Erhebung des Konowalowski-Zuges (Коноваловский увал) und liegt in dessen mittleren Abschnitt. In 10 Kilometern Entfernung liegt südwestlich das Dorf Krasnojar (Краснояр). Südlich des Berges befindet sich das Schunut-Moor, aus welchem der Fluss Schunut entspringt, ein rechter Nebenfluss des Bardim (Бардым (приток Уфы)).
Auf dem Kamm des Berges befinden sich Felsklippen, die an der Ostseite eine Höhe von 60 bis 70 Metern erreichen. Das Bergmassiv besteht aus alten Quarzitgesteinen, Konglomeraten und Quarzit-Sandsteinen mit einem Alter von mehr als 600 Millionen Jahren. Von der Forststraße, die entlang des Osthangs des Kamms verläuft, führt ein Wanderweg entlang einer Lichtung zum Gipfel. Von der Spitze des Berges kann man bei gutem Wetter Jekaterinburg sehen.
Auf einem Ausläufer des Schunut befindet sich der berühmte Felsen „Alter Mann“ (Старик-Камень - Starik Kamen), der auch als Kopf von Shunut (Головой Шунута - Golowoj Schunuta) bezeichnet wird. In der Nähe gibt es eine Heilquelle mit Radonhaltigem Wasser (Platonida - Платонида).

## Flora und Fauna
In dem Gebiet finden sich viele seltene Pflanzenarten, wie zum Beispiel Ural-Anemone (ветреница уральская), Ural-Milchlattich (Cicerbita uralensis, цицербита уральская), Wald-Sanikel (Sanicula europaea, подлесник европейский), Frauenschuh (венерин башмачок), Sarankov (саранка).
Der Berg ist größtenteils bewaldet, mit Ausnahme des Gipfels und einiger angrenzender Felsen.

## Name
Man vermutet, dass der Name des Berges aus der Mansi-Sprache kommt mit den Bedeutungen 'Schun' - „Kreatur“ oder aus dem Baschkirischen 'ut' - „Feuer“. Der Berg wurde möglicherweise als Wachtposten genutzt, wo im Gefahrenfall Signalfeuer entzündet wurden. Eine andere Vermutung bezieht sich auf türkische Sprachen und die Bedeutung - 'schun' „Schlitten“. Teilweise wird der Name Weißer Stein (Белый камень) verwendet (wahrscheinlich aufgrund der hellen Farbe der Felsen). Möglicherweise ist auch der Name des Flusses 'Schunut' übertragen worden.

## Naturdenkmal (Памятник природы)
Seit 1983 ist der Shunut-Kamen (гора Шунут-камень) mit seinen umliegenden Wäldern und einer Fläche von 3806 Hektar auf dem Gebiet der Forstwirtschaftsbetriebe Nizhne-Serginsky ein besonders geschütztes Gebiet der Region Swerdlowsk, sowie ein geomorphologisches, stratigraphisches Denkmal.